# Historia de lo oculto
Historia de lo oculto é um filme de terror argentino-mexicano de 2020 dirigido por Cristian Ponce. Narra a história de um jornalista que está a ponto de revelar uma conspiração entre o Governo da Argentina e um Aquelarre. O filme é estrelado por Germán Baudino, Nadia Lozano, Agustín Recondo, Casper Uncal, Iván Esquerré e Héctor Ostrofsky. Estreou mundialmente em 8 de setembro de 2020 durante o Festival Motelx em Portugal. Em 15 de outubro de 2021, o filme foi lançado na Netflix.

## Sinopse
Desde um estudo televisivo da cidade de Buenos Aires, em 1987, emite-se o último episódio de um popular programa jornalístico chamado 60 Minutos Antes da Meia-noite. Alfredo, o condutor do programa (só se conhece seu nome), entrevista a um empresário chamado Adrián Marcato, a quem tenta vincular com o presidente em exercício e o aparente assassinato de um opositor político. Enquanto isso, os jornalistas que colaboram com Alfredo tentam averiguar se Marcato, quem se autodenomina um bruxo, possui realmente poderes sobrenaturais. Pouco a pouco, revela-se que Marcato e seus sócios poderiam estar manipulando o universo a seu favor, sacrificando vidas humanas a uma entidade escura e ameaçadora.

## Elenco
- Germán Baudino como Adrián Marcato
- Nadia Lozano como María
- Agustín Recondo como Jorge Federicci
- Casper Uncal como Abel
- Iván Esquerré como Lucio
- Héctor Ostrofsky como Alfredo
- Luzia Arreche como Natalia
- Luciano Guglielmino como Daniel Aguilar
- Hernán Altamirano como Matías Linares

## Produção
O filme teve suas filmagens realizadas em La Plata, Buenos Aires, Argentina.

## Lançamento
Historia de lo oculto teve a sua estreia mundial no MOTELX (Festival Internacional de Cinema de Terror de Lisboa), em Portugal, no dia 8 de setembro de 2020. Posteriormente, foi exibido na edição virtual do Festival de Cinema de Sitges da Espanha em outubro de 2020, bem como na edição virtual do Festival Internacional de Cinema de Mar del Plata da Argentina em novembro de 2020.
O filme foi disponibilizado para streaming na Netflix na Espanha e na América Latina em 15 de outubro de 2021. A WarnerMedia disponibilizou o filme para streaming na HBO Max na Europa Central, enquanto na América do Norte o filme estreou na Screambox em dezembro de 2022.

## Recepção

### Análise da crítica
O filme foi nomeado pelos usurários do Letterboxd como o "melhor filme de terror do 2021". Diego Brodersen do jornal Página/12 escreveu que "o filme é quase sempre mais interessante em seus planteos que na execução final", mas que o trabalho de Ponce contribui com "originalidade ao universo do terror e o fantástico argentino". Ezequiel Boetti, para o Otros cines, descreveu ao filme como "engenhoso e desconcertante", que tem por resultado "um filme enérgico e original, ainda que algo confusa, que, no entanto, nunca termina de se tomar do tudo em sério a si mesma".
Em sua resenha para Micropsia, Diego Lerer escreveu que "o melhor do filme está em algumas falsas publicidades, na recreación da estética televisiva da época e em alguns contribuas de realidade paralela". Rodolfo Bella do La Capital destacou a manipulação técnica da imagem em preto e branco, assim como também seu som, é extraordinária, o que p converte em um longa-metragem efetivo e estranho.

## Prêmios e indicações
| Lista de prêmios e indicações | Lista de prêmios e indicações                   | Lista de prêmios e indicações         | Lista de prêmios e indicações    | Lista de prêmios e indicações | Lista de prêmios e indicações |
| Ano                           | Associações                                     | Categoria                             | Recipiente(s)                    | Resultado                     | Ref(s)                        |
| ----------------------------- | ----------------------------------------------- | ------------------------------------- | -------------------------------- | ----------------------------- | ----------------------------- |
| 2020                          | TerrorMolins                                    | Melhor Direção                        | Cristian Ponce                   | Venceu                        | [ 14 ]                        |
| 2020                          | TerrorMolins                                    | Prêmio do Público                     | Historia de lo oculto            | Venceu                        | [ 14 ]                        |
| 2020                          | Festival Internacional de Cine de Mar del Plata | Melhor Primeira Obra Latino-americana | Historia de lo oculto            | Venceu                        | [ 15 ]                        |
| 2020                          | Festival Internacional de Cine de Mar del Plata | Melhor Ator                           | Germán Baudino                   | Venceu                        | [ 15 ]                        |
| 2020                          | Festival Internacional de Cine de Mar del Plata | Melhor Som                            | Hernán Biasotti                  | Venceu                        | [ 15 ]                        |
| 2020                          | Buenos Aires Rojo Sangre                        | Melhor Direção                        | Cristian Ponce                   | Venceu                        | [ 16 ]                        |
| 2020                          | Buenos Aires Rojo Sangre                        | Melhor Roteiro                        | Cristian Ponce                   | Venceu                        | [ 16 ]                        |
| 2020                          | Buenos Aires Rojo Sangre                        | Melhor Roteiro Nacional               | Cristian Ponce                   | Venceu                        | [ 16 ]                        |
| 2020                          | Buenos Aires Rojo Sangre                        | Melhor Produção Nacional              | Historia de lo oculto            | Venceu                        | [ 16 ]                        |
| 2021                          | Nox Film Fest                                   | Melhor Filme                          | Historia de lo oculto            | Venceu                        | [ 17 ]                        |
| 2021                          | Nox Film Fest                                   | Melhor Roteiro                        | Cristian Ponce                   | Venceu                        | [ 17 ]                        |
| 2021                          | Imagine Film Festival                           | Prêmio Tulipán Negro                  | Historia de lo oculto            | Venceu                        | [ 18 ]                        |
| 2021                          | Festival Internacional de Cine de Fantaspoa     | Melhor Filme                          | Historia de lo oculto            | Venceu                        | [ 19 ]                        |
| 2021                          | Festival Internacional de Cine de Fantaspoa     | Melhor Roteiro                        | Cristian Ponce                   | Venceu                        | [ 19 ]                        |
| 2022                          | Prêmios Cóndor de Plata                         | Melhor Primeira Obra                  | Historia de lo oculto            | Indicado                      | [ 20 ]                        |
| 2022                          | Prêmios Cóndor de Plata                         | Melhor Roteiro Original               | Cristian Ponce                   | Indicado                      | [ 20 ]                        |
| 2022                          | Prêmios Cóndor de Plata                         | Melhor Direção de Fotografia          | Franco Cerana y Camilo Giordano  | Indicado                      | [ 20 ]                        |
| 2022                          | Prêmios Cóndor de Plata                         | Melhor Montagem                       | Hernán Biasotti y Cristian Ponce | Indicado                      | [ 20 ]                        |
| 2022                          | Prêmios Cóndor de Plata                         | Melhor Direção de Arte                | Ignacio Buendía y Laura Roldán   | Indicado                      | [ 20 ]                        |
| 2022                          | Prêmios Cóndor de Plata                         | Melhor Figurino                       | Ignacio Buendía y Laura Roldán   | Indicado                      | [ 20 ]                        |
| 2022                          | Prêmios Cóndor de Plata                         | Melhor Maquiagem e Cabelo             | Carla Fontana y Alejandra Suniar | Indicado                      | [ 20 ]                        |
| 2022                          | Prêmios Cóndor de Plata                         | Melhor Som                            | Hernán Biasotti                  | Indicado                      | [ 20 ]                        |